# Véronique Fischer
Véronique Fischer  (* 3. Mai 1975 in Suresnes) ist eine französische Mathematikerin.
Fischer wurde 2004 an der Universität Paris-Süd in Orsay bei N. Louhoué promoviert (Etude de deux classes de groupes nilpotents de pas deux). Als Postdoktorandin war sie an der Universität Göteborg, der Scuola normale superiore in Pisa, der Universität Neuchatel und am King’s College London (2010/11 als Grace Chisholm Young Fellow). 2015 wurde sie Senior Lecturer an der Universität Bath.
Sie befasst sich mit Harmonischer Analysis und Geometrie von Liegruppen und deren Darstellungstheorie, Pseudodifferentialoperatoren und Partiellen Differentialgleichungen, Sub-Riemannscher Geometrie und geometrischer Analysis.
2014 erhielt sie mit Michael Ruzhansky den Ferran-Sunyer-i-Balaguer-Preis für ihr Buch Quantization of Nilpotent Lie Groups.

## Schriften
- mit M. Ruzhansky: Quantization of nilpotent Lie groups, Birkhäuser 2016
- mit M. Ruzhansky: A pseudo-differential calculus on the Heisenberg group. Comptes Rendus Mathematique, Band 352, 2014, S. 197–204.
- Intrinsic pseudo-differential calculus on compact Lie groups, Journal of Functional Analysis, Band 268, 2015, S. 3404–3477.